# Medarski jazbec
Medarski jazbec  (znanstveno ime Mellivora capensis) je sesalec, razširjen v Afriki, jugozahodni Aziji in na indijski podcelini. Zaradi široke razširjenosti in pojavljanja v različnih habitatih je na Rdečem seznamu IUCN uvrščen kot najmanj ogrožena vrsta.
Je edina živa vrsta v rodu Mellivora in v kunji poddružini Mellivorinae. Medarski jazbec kljub svojemu imenu ni zelo podoben drugim vrstam jazbeca; namesto tega ima več anatomskih podobnosti s podlasicami. Je predvsem mesojeda vrsta in ima malo naravnih plenilcev zaradi svoje debele kože, moči in divjih obrambnih sposobnosti.

## Taksonomija
Viverra capensis je bilo znanstveno ime, ki ga je leta 1777 uporabil Johann Christian Daniel von Schreber, ki je opisal kožo medarskega jazbeca z Rta dobrega upanja. Mellivorae je kot ime za rod predlagal Gottlieb Conrad Christian Storr leta 1780.
Mellivorina je kot ime plemena predlagal John Edward Gray leta 1865. Mellivora capensis – mel pomeni med, voro pa oboževati, Capensis označuje provinco Cape v Južni Afriki.
Medarski jazbec je edina vrsta iz rodu Mellivora. Čeprav je bil v 1860-ih dodeljen poddružini jazbeca, Melinae, zdaj splošno soglasno velja, da ima le malo podobnosti z Melinae. Veliko tesneje je povezan s poddružino kune Guloninae, poleg tega pa mu je dodeljena lastna poddružina Mellivorinae. Razlike med Mellivorinae in Guloninae vključujejo razlike v njunih formulah zob. Čeprav ne spada v isto poddružino kot rosomahi, ki so rod velikih in netipičnih Guloninae, je medarski jazbec mogoče obravnavati kot drugo, analogno obliko velike podlasice ali dihurja.

### Evolucija
Vrsta se je prvič pojavila v srednjem pliocenu v Aziji. Znani so številni izumrli sorodniki, ki segajo vsaj 7 milijonov let nazaj v pozni miocen. Sem spadajo Mellivora benfieldi iz Južne Afrike in Italije, Promellivora iz Pakistana in Howellictis iz Čada. Bolj oddaljeni sorodniki so Eomellivora, ki do se razvili v več različnih vrst tako v starem kot v Novem svetu, in velikanski, dolgonogi Ekorus iz Kenije.

### Podvrsta
V 19. in 20. stoletju je bilo opisanih in predlaganih kot podvrsta 16 zooloških osebkov medarskega jazbeca.Od leta 2005 je 12 podvrst priznanih kot veljavni taksoni. Točke, ki jih je treba upoštevati pri dodeljevanju različnih podvrst, vključujejo velikost in obseg beline ali sivine na hrbtni strani.
In the 19th and 20th centuries, 16 zoological specimens of the honey badger were described and proposed as subspecies.[8] As of 2005, 12 subspecies are recognised as valid taxa.[9] Points taken into consideration in assigning different subspecies include size and the extent of whiteness or greyness on the back.[10]
| Podvrsta in avtor                                                    | Opis | Rang | Sinonim                                                                                        |
| -------------------------------------------------------------------- | --- | --- | ---------------------------------------------------------------------------------------------- |
| Kapski jazbec (M. c. capensis) (Schreber, 1776)                      | | Južna in jugozahodna Afrika | mellivorus (Cuvier, 1798) ratel (Sparrman, 1777) typicus (Smith, 1833) vernayi (Roberts, 1932) |
| Indijski jazbec (M. c. indica) (Kerr, 1792)                          | Od capensis se razlikuje po manjši velikosti, svetlejšem krznu in manj izrazitem stranskem belem traku, ki ločuje zgornjo belo in spodnjo črno površino telesa.                                                 | Zahodna Srednja Azija proti severu do Ustjurtske planote in vzhodno do Amu Darje. Zunaj nekdanje Sovjetske zveze obsega Afganistan, Iran (razen jugozahodnega dela), zahodni Pakistan in zahodno Indijo | mellivorus (Bennett, 1830) ratel (Horsfield, 1851) ratelus (Fraser, 1862)                      |
| Nepalski jazbec (M. c. inaurita) (Hodgson, 1836)                     | Od indice se razlikuje po daljši, veliko bolj volneni dlaki in po poraščenih dlakah na petah | Nepal in sosednja območja vzhodno od njega |                                                                                                |
| White-backed ratel (M. c. leuconota) (Sclater, 1867)                 | Celotna zgornja stran od obraza do polovice repa je čista kremasto bela z malo primesi črnih dlak | Zahodna Afrika, južni Maroko, nekdanji francoski Kongo |                                                                                                |
| Črni jazbec (M. c. cottoni) (Lydekker, 1906)                         | Dlaka je običajno popolnoma črna, s tankimi in ostrimi dlakami. | Gana, severovzhodni Kongo | sagulata (Hollister, 1910)                                                                     |
| Jazbec s Čadskega jezera (M. c. concisa) (Thomas in Wroughton, 1907) | Dlaka na hrbtu je večinoma sestavljena iz zelo dolgih, čisto belih ščetin med dolgo, fino, črno poddlako. Njegova značilnost od drugih podvrst je pomanjkanje običajnih belih ščetin v ledvenem predelu         | Območja Sahela in Sudana, vse do Somalije. | brockmani (Wroughton and Cheesman, 1920) buchanani (Thomas, 1925)                              |
| Pegasti jazbec (M. c. signata) (Pocock, 1909)                        | Čeprav je njegova koža običajno gosta bela nad krošnjo, se ta bleda barva začne redčiti po vratu in ramenih ter se nadaljuje do zadnjice, kjer zbledi v črno. Ima dodaten spodnji molar na levi strani čeljusti | Sierra Leone |                                                                                                |
| Etiopski jazbec (M. c. abyssinica) (Hollister, 1910)                 | | Etiopija |                                                                                                |
| Perzijski jazbec (M. c. wilsoni) (Cheesman, 1920)                    | | Jugozahodni Iran in Irak |                                                                                                |
| Kenijski jazbec (M. c. maxwelli) (Thomas, 1923)                      | | Kenija |                                                                                                |
| Arabski jazbec (M. c. pumilio) Pocock, 1946                          | | Hadramaut, južna Arabija |                                                                                                |
| Turkmenski jazbec (M. c. buechneri) Baryshnikov, 2000                | Podobna podvrsti indica in inaurita, vendar ga odlikujeta večja velikost in ožja postorbitalna zožitev | Turkmenistan |                                                                                                |

## Opis
Medarski jazbec ima precej dolgo telo, vendar je izrazito debelo in široko po hrbtu. Njegova koža je izjemno ohlapna in omogoča, da se v njej prosto obrača in zvija. Koža okoli vratu je debela 6 milimetrov, kar je prilagoditev za boj proti sorodnikom. Glava je majhna in ravna, s kratkim gobcem. Oči so majhne, ušesa pa malo več kot izbokline na koži, še ena možna prilagoditev za preprečevanje poškodb med bojem.
Medarski jazbec ima kratke in močne noge s petimi prsti na vsaki nogi. Stopala so oborožena z zelo močnimi kremplji, ki so kratki na zadnjih nogah in izjemno dolgi na sprednjih. Je delno plantigradna žival, katere podplati so debelo oblazinjeni in goli do zapestja. Rep je kratek in je pokrit z dolgimi dlakami, razen pod osnovo.
Medarski jazbeci so največje kopenske kune v Afriki. Odrasli merijo od 23 do 28 cm  v višino ramen in 55–77 cm v dolžino telesa, rep pa doda še 12–30 cm. Samice so manjše od samcev. V Afriki samci tehtajo od 9 do 16 kg, medtem ko samice v povprečju tehtajo od 5 do 10 kg. Po različnih študijah so poročali o povprečni teži odraslih jazbecev z različnih območij med 6,4 do 12 kg, z mediano približno 9 kg. To ga umešča kot tretjega največjega znanega jazbeca, za evropskim jazbecem in prašičjim jazbecem, in četrtega največjega obstoječega kopenskega kunčja za dodatno še rosomaha. Vendar pa so poročali o povprečni teži treh divjih samic iz Iraka 18 kg, kar je približno tipična teža samcev evropskega jazbeca v pozni jeseni, kar kaže, da lahko v ugodnih razmerah dosežejo veliko večjo od tipičnih velikosti. Vendar pa sta bila odrasla samica in dva samca v Indiji razmeroma majhna, s svojo težo 6,4 kg in mediano 8,4 kg. Dolžina lobanje je 13,9–14,5 cm pri samcih in 13 cm pri samicah.
Obstajata dva para mlečnih žlez. Medarski jazbec ima analno vrečko, ki je nenavadna med kunami, saj je obrnjena, kar je lastnost, ki jo delijo hijene in ihenumoni. Vonj vrečke naj bi bil "zadušljiv" in bi lahko pomagal pri umirjanju čebel pri napadu na čebelnjake.
Lobanja je le malo podobna lobanji evropskega jazbeca in je zelo podobna večji različici lobanje marmornatega dihurja. Lobanja je zelo trdno zgrajena, pri odraslih pa ni sledu neodvisne kostne strukture. Možganski ovoj je širši kot pri psih.
Zobna formula je: 3.1.3.13.1.3.1.. Zobje pogosto kažejo znake nepravilnega razvoja, pri čemer so nekateri zobje izjemno majhni, postavljeni pod nenavadnimi koti ali pa jih sploh ni. Medarski jazbeci podvrste signata imajo drugi spodnji molar na levi strani čeljusti, ne pa na desni. Čeprav se prehranjuje pretežno z mehko hrano, so lični zobje medarskega jazbeca pogosto obrabljeni. Zobje so za mesojede živali izjemno kratki. Jezik ima ostre, nazaj usmerjene papile, ki mu pomagajo pri predelavi trde hrane.
Zimska dlaka je dolga (v spodnjem delu hrbta je dolga 40–50 mm) in je sestavljena iz redkih, grobih dlak, podobnih ščetinam, z minimalno poddlako. Dlake so še redkejše na bokih, trebuhu in dimljah. Poletna dlaka je krajša (na hrbtu je dolga le 15 mm) in še redkejša, trebuh pa je napol gol. Strani glave in spodnjega dela telesa so čisto črni. Velik bel pas pokriva zgornji del telesa, od vrha glave do dna repa. Medarski jazbeci podvrste cottoni so edinstveni po tem, da so popolnoma črni.

## Obnašanje in ekologija
Medarski jazbec je večinoma samotar, vendar so ga opazili tudi v Afriki, da bi lovil v parih v času gnezditvene sezone v maju. Uporablja tudi stare rove aardvark, svinje bradavičarke in termitnjake. Je izkušen kopač, ki lahko v 10 minutah izkoplje predore v trda tla. Te jame imajo običajno samo en vhod, običajno so dolge le 1–3 m z gnezdilno komoro, ki ni obložena s posteljnino.
Medarski jazbec je znan po svoji moči, divjosti in žilavosti. Znano je, da divje in neustrašno napada skoraj vse druge vrste, ko je pobeg nemogoč in domnevno odganja celo veliko večje plenilce, kot sta lev in hijena. Čebelji piki, peresa ježevca in živalski ugrizi le redko prodrejo v njihovo kožo. Če konji, govedo ali kafrski bivoli vdrejo v jamo medarskega jazbeca, jih bo napadel. V narodnem parku Kalahari Gemsbok je medarskega jazbeca ubil lev. V provinci Cape je potencialni plen afriškega leoparda. Afriški skalni pitoni, nilski krokodili in lisaste hijene občasno plenijo tudi medarske jazbece.

### Prehrana
Medarski jazbec ima poleg rosomaha najmanj specializirano prehrano družine kun. Do velikega dela hrane dostopa tako, da jo izkoplje iz rovov. Pogosto napade čebelnjake v iskanju čebeljih ličink in medu. Hrani se tudi z žuželkami, žabami, želvami, kuščarji, glodavci, kačami, pticami in jajci. Poje tudi jagodičevje, korenine in čebulice. Ko išče zelenjavo, dviguje kamne ali trga lubje z dreves. Nekateri posamezniki so bili celo opaženi, da preganjajo levje mladiče. Požre vse dele svojega plena, vključno s kožo, dlako, perjem, mesom in kostmi, hrano pa drži s prednjimi šapami. Hrani se s širokim naborom vretenčarjev in zdi se, da se prehranjuje predvsem z majhnimi vretenčarji. Medarski jazbeci, ki so jih preučevali v čezmejnem parku Kgalagadi, so plenili večinoma gekone in skinke (47,9 % vrst plena), skakače in druge miši (39,7 % plena). Večino njegovega plena so sestavljale vrste, ki tehtajo več kot 100 g, kot so kobre, mladi afriški skalni piton in južnoafriški zajec. V Kalahariju so opazili tudi medarske jazbece, ki so napadali domače ovce in koze ter ubijali in jedli črne mambe. Sumili so, da je medarski jazbec razbil lupine šotorskih želv v Nama Karoo. V Indiji naj bi medarski jazbeci izkopavali človeška trupla.

### Razmnoževanje
O vzrejnih navadah medarskega jazbeca je malo znanega. Njegovo obdobje brejosti naj bi trajalo šest mesecev, običajno ima za posledico dva mladiča, ki se skotita slepa. Njegova življenjska doba v divjini ni znana, čeprav je znano, da posamezniki v ujetništvu živijo približno 24 let. Glas medarskega jazbeca je hripav zvok "khrya-ya-ya-ya". Pri parjenju samci oddajajo glasne zvoke godrnjanja. Mladiči se oglasijo kot žalobno cviljenje. Ko se soočijo s psi, jazbeci kričijo kot medvedji mladiči.

## Razprostranjenost in habitat
Medarski jazbec se razprostira po večini podsaharske Afrike, od Zahodnega Rta, Južne Afrike, do južnega Maroka in jugozahodne Alžirije ter zunaj Afrike preko Arabije, Irana in zahodne Azije do Turkmenistana in Indijskega polotoka. Znano je, da sega od morske gladine do kar 2600 m nadmorske višine v maroškem visokem Atlasu in 4000 m v gorovju Bale v Etiopiji.

## Odnosi z ljudmi
Medarski jazbeci pogosto postanejo resni plenilci perutnine. Zaradi njihove moči in vztrajnosti jih je težko odvrniti. Znano je, da trgajo debele deske iz kokošnjakov ali kopljejo pod kamnite temelje. Presežek usmrtitev je pogost med temi dogodki, pri čemer je en incident povzročil smrt 17 moškatnih ra (Cairina moschata) in 36 piščancev.
Zaradi žilavosti in ohlapnosti njihove kože je medarske jazbece zelo težko ubiti s psi. Njihovo kožo je težko prodreti, njena ohlapnost pa jim omogoča, da se zvijajo in obrnejo proti svojim napadalcem, ko jih držijo. Edini varen oprijem medarskega jazbeca je na zadnji strani vratu. Koža je tudi dovolj trda, da se lahko upre več udarcem mačeto. Edini zanesljiv način, da jih hitro ubijete, je udarec s palico v lobanjo ali strel v glavo s pištolo, saj je njihova koža skoraj neprepustna za puščice in sulice.
Med britansko okupacijo Basre leta 2007 so se med lokalnm prebivalstvom pojavile govorice o "ljudoždercih", vključno z obtožbami, da so te zveri izpustile britanske čete, kar so Britanci kategorično zanikali. Tiskovni predstavnik britanske vojske je dejal, da so jazbeci »domači v regiji, vendar redki v Iraku« in »so običajno nevarni za ljudi le, če jih izzovejo«.[53] Direktor veterinarske bolnišnice v Basri Mushtaq Abdul-Mahdi je potrdil, da so medarske jazbece na tem območju opazili že leta 1986. Namestnik dekana veterinarske fakultete v Basri, Ghazi Yaqub Azzam, je špekuliral, da so »jazbece gnali proti mestu zaradi poplav v močvirju severno od Basre.« Dogodek je bil v zahodnem tisku objavljen v sezoni 2007.
Poročali so tudi, da je medarski jazbec v Indiji izkopal človeška trupla. V Keniji je medarski jazbec glavni prenašalec stekline. in domneva se, da pomembno prispeva k silvatičnemu ciklu bolezni.